# Ronde van Vlaanderen U23
De Ronde van Vlaanderen U23 is een Belgische eendaagse wielerwedstrijd die voor het eerst werd gereden in 1996. De wedstrijd wordt begin april verreden en is voorbehouden aan renners van jonger dan 23 jaar. Sinds 2008 is de koers opgenomen in de UCI Nations Cup U23-competitie.

## Lijst van winnaars

### Meervoudige winnaars
| Overwinningen | Renner          | Land   | Jaren      |
| ------------- | --------------- | ------ | ---------- |
| 2             | Ludovic Capelle | België | 1996, 1997 |

### Overwinningen per land
| Overwinningen | Land                                              |
| ------------- | ------------------------------------------------- |
| 11            | België                                            |
| 2             | Australië, Italië, Nederland, Slovenië            |
| 1             | Duitsland, Letland, Moldavië, Ierland, Denemarken |